# Herramientas de diseño de CRISPR-Cas
Las herramientas de diseño de CRISPR-Cas son plataformas de software informático y herramientas  bioinformáticas que se utilizan para facilitar el diseño de ARN guía (ARNg)   para su uso con el sistema de edición de genes CRISPR / Cas.

## CRISPR-Cas
El sistema CRISPR / Cas (repeticiones palindrómicas cortas agrupadas regularmente interespaciadas / nucleasas asociadas a CRISPR) se descubrió originalmente como un mecanismo de respuesta inmune adquirida utilizado por archaea y bacterias. Desde entonces ha sido adoptado para uso como herramienta en la ingeniería genética de organismos más altos.
El diseño de un ARNg apropiado es un elemento importante de la edición de genoma con el sistema CRISPR / Cas. Un ARNg puede tener interacciones no deseadas ("fuera de los objetivos") con otras ubicaciones en el genoma de interés, y a veces las tiene. Para un ARNg candidato dado, estas herramientas producen su lista de posibles objetivos no deseados en el genoma, lo que permite al diseñador evaluar su idoneidad antes de embarcarse en experimentos.
Los científicos también han comenzado a explorar la mecánica del sistema CRISPR / Cas y cuales factores determinan qué tan bueno o activo es un ARNg para dirigir la nucleasa Cas a una ubicación específica del genoma de interés. Como resultado de este trabajo, se han publicado nuevos métodos para evaluar un gRNA por su 'actividad', y ahora es una buena práctica considerar tanto las interacciones no deseadas de un gRNA como la actividad prevista de un gRNA en la etapa de diseño.

## Tabla
La siguiente tabla enumera las herramientas disponibles y sus atributos.
| Nombre de la herramienta            | Proveedor                                  | Busca objetivos en todo el genoma | Devuelve todos los objetivos del genoma | Se puede definir la extensión y la ubicación de la semilla | Número máximo de desajustes admitidos           | Predice la actividad de gRNA | Secuencias de motivo adyacente Protospacer (PAM) disponibles           | anotación es sugerida                                                           | sugerencia de ARNg o puntuación | Referencias |
| ----------------------------------- | ------------------------------------------ | --------------------------------- | --------------------------------------- | ---------------------------------------------------------- | ----------------------------------------------- | ---------------------------- | ---------------------------------------------------------------------- | ------------------------------------------------------------------------------- | ------------------------------- | ----------- |
| Invitrogen TrueDesign Genome Editor | Thermo Fisher Scientific                   | Sí                                | Sí                                      | No                                                         | 3                                               | No                           | NGG                                                                    | Sí                                                                              | Sí                              | [ 3 ]       |
| Breaking-Cas                        | Spanish National Center for Biotechnology  | Sí (over 1000 genomes)            | Sí                                      | Sí (by weights)                                            | 4                                               | No                           | User customizable                                                      | Sí                                                                              | Sí                              | [ 4 ]       |
| Cas-OFFinder                        | Seoul National University                  | Sí                                | Sí                                      | No                                                         | 0-10                                            | No                           | NGG, NRG, NNAGAAW, NNNNGMTT                                            | No                                                                              | Sí                              | [ 5 ]       |
| CASTING                             | Caagle                                     | Sí                                | Sí                                      | No                                                         | 3                                               | No                           | NGG and NAG                                                            | No                                                                              | Sí                              | [ 6 ]       |
| CRISPy                              | Technical University of Denmark            | Sí                                | Sí                                      | No                                                         | All                                             | No                           | NGG                                                                    | Sí                                                                              | Sí                              | [ 7 ]       |
| CCTop                               | University of Heidelberg                   | Sí                                | Sí                                      | Partial                                                    | 5 (0-5)                                         | Sí                           | NGG, NRG, NNGRRT, NNNNGATT, NNAGAAW, NAAAAC                            | Sí                                                                              | Sí                              | [ 8 ]       |
| CHOPCHOP                            | Harvard University                         | Sí                                | Sí                                      | Partial                                                    | 0, 2                                            | No                           | NGG, NNAGAA, NNNNGANN                                                  | No                                                                              | Sí                              | [ 9 ]       |
| CHOPCHOP v2                         | University of Bergen                       | Sí                                | Sí                                      | Sí                                                         | 3 (0-3)                                         | Sí                           | User customizable                                                      | Sí                                                                              | Sí                              | [ 10 ]      |
| CRISPOR                             | University of California, Santa Cruz TEFOR | Sí (over 200 genomes)             | Sí                                      | No                                                         | 4                                               | Sí                           | NGG, NGA, NGCG, NNAGAA, NGGNG, NNGRRT, NNNRRT, NNNNGMTT, NNNNACA, TTTN | Sí                                                                              | Sí                              | [ 11 ]      |
| CRISPR Design                       | Zhang Lab, MIT                             | Sí                                | No                                      | No                                                         | 4                                               | No                           | NGG and NAG                                                            | mRNA exons                                                                      | Sí                              | [ 12 ]      |
| CRISPRdirect                        | Database Center for Life Science (DBCLS)   | Sí (over 200 species)             | Sí                                      | No                                                         | Any number                                      | No                           | NNN                                                                    | Sí                                                                              | Sí                              | [ 13 ]      |
| CRISPRscan                          | Giraldez Lab, Yale                         | Sí                                | Sí                                      | No                                                         | 4                                               | Sí                           | NGG, TTTV, TTTN                                                        | Sí                                                                              | Sí                              | [ 14 ]      |
| CRISPRseek                          | Bioconductor                               | Sí                                | Sí                                      | No                                                         | Any number                                      | No                           | User customizable                                                      | mRNA exons                                                                      | Sí                              | [ 15 ]      |
| DESKGEN                             | Desktop Genetics                           | Sí                                | Sí                                      | Sí                                                         | Any number                                      | Sí                           | Fully user customizable                                                | Sí                                                                              | Sí                              | [ 16 ]      |
| GuideScan                           | GuideScan                                  | Sí                                | Sí                                      | Sí                                                         | 3 on website and customizable with command line | Sí                           | NGG/NAG on website and customizable with command line                  | Sí                                                                              | Sí                              | [ 17 ]      |
| GT-Scan                             | CSIRO                                      | Sí                                | Sí                                      | Sí                                                         | 3 (0-3)                                         | No                           | User customizable                                                      | Links to Ensembl genome browser                                                 | Sí                              | [ 18 ]      |
| Off-Spotter                         | Thomas Jefferson University                | Sí                                | Sí                                      | Sí                                                         | 0-5                                             |                              | NGG, NAG, NNNNACA, NNGRRT (R is A or G)                                | mRNA exons, unspliced mRNA, mRNA, 5'UTR, CDS, 3'UTR, unspliced lincRNA, lincRNA | User customizable               | [ 19 ]      |
| sgRNA Designer                      | Broad Institute                            | No                                | No                                      | No                                                         | 0                                               | Sí                           | NGG                                                                    | CDS (if searching by transcript ID)                                             | Sí                              | [ 1 ]       |
| Synthego Design Tool                | Synthego                                   | Sí (over 120,000 genomes)         | No (Optimized for Knockout)             | Sí                                                         | 3                                               | Sí                           | NGG                                                                    | Sí (RefSeq, Ensembl, Gencode)                                                   | Sí                              |             |
| TUSCAN                              | CSIRO                                      | No                                | No                                      | No                                                         | 0                                               | Sí                           | NGG                                                                    | No                                                                              | Sí                              | [ 20 ]      |
| VARSCOT                             | CSIRO                                      | Sí                                | Sí                                      | No                                                         | 0-8                                             | Sí                           | User customizable                                                      | No                                                                              | Sí                              | [ 21 ]      |
| CRISPR Targeted Gene Designer       | Horizon Discovery                          | Sí, múltiple                      | Sí                                      | Sí                                                         | 4                                               | Sí                           | NGG, NNGRRT, YTTV, other                                               | Sí                                                                              | Sí                              | (21)        |